# Дженни, Эллисон
Эллисон Брукс Дженни (англ. Allison Brooks Janney; род. 19 ноября 1959[…], Бостон) — американская актриса театра, кино, телевидения и озвучивания. Обладательница семи премий «Эмми», семи «Премий Гильдии киноактёров США», одной премии «Золотой глобус» (2018) и одной премии BAFTA (2018). Лауреат премии «Оскар» за роль второго плана в фильме «Тоня против всех» (2018).
Дженни добилась наибольшего успеха благодаря роли Си-Джей Крегг в сериале NBC «Западное крыло» (1999—2006), которая принесла ей четыре премии «Эмми» и четыре «Премии Гильдии киноактёров США». В 2014 году она выиграла сразу две «Эмми»; за основную роль в ситкоме CBS «Мамочка» (2013—2021), и второстепенную в сериале Showtime «Мастера секса». За работу в театре Дженни дважды номинировалась на премию «Тони»; за ведущие роли в пьесе «Вид с моста» (1998) и мюзикле «С девяти до пяти» (2009).
Дженни снялась в более семидесяти кинофильмах за свою карьеру, чаще всего играя роли второго плана. Она дважды номинировалась на премию «Независимый дух» за роли в фильмах «Наше всё» (2005) и «Жизнь в военные времена» (2009). Как часть актёрского ансамбля, Дженни получила две «Премии Гильдии киноактёров США» и «Национального совета кинокритиков США» за фильмы «Красота по-американски» (1999) и «Прислуга» (2011). Также она появилась в фильмах «Объект моего восхищения» (1998), «Убийственные красотки» (1999), «Часы» (2002), «Лак для волос» (2007), «Джуно» (2007), «Дорога, дорога домой» (2013), «Тэмми» (2014) и «Шпион» (2015).

## Биография
Эллисон Дженни родилась в Бостоне, штат Массачусетс, но выросла в Дейтоне, штат Огайо. Является дочерью Мэйси Брукс Дженни (урождённой Патнэм), бывшей актрисы, и Джервиса Спенсера Дженни-младшего, застройщика и джазового музыканта. У неё есть два брата — Хэл и Джей. Родословную Эллисон Дженни можно проследить до Томаса Уортингтона Дженни, который родился около 1633 года в Уилмслоу, Чешир, Англия.
Дженни посещала школу Miami Valley в Дейтоне, где она была названа выдающейся выпускницей (в 2005 году), а также школу Хотчкисс в Коннектикуте, где она была названа выпускницей года (в 2016 году). Дженни изучала драматургию в колледже Кеньон и в это время участвовала там в театральной постановке, режиссёром которой был Пол Ньюман. Далее онa училась в нью-йоркском Neighborhood Playhouse и в лондонской Королевской академии драматического искусства.

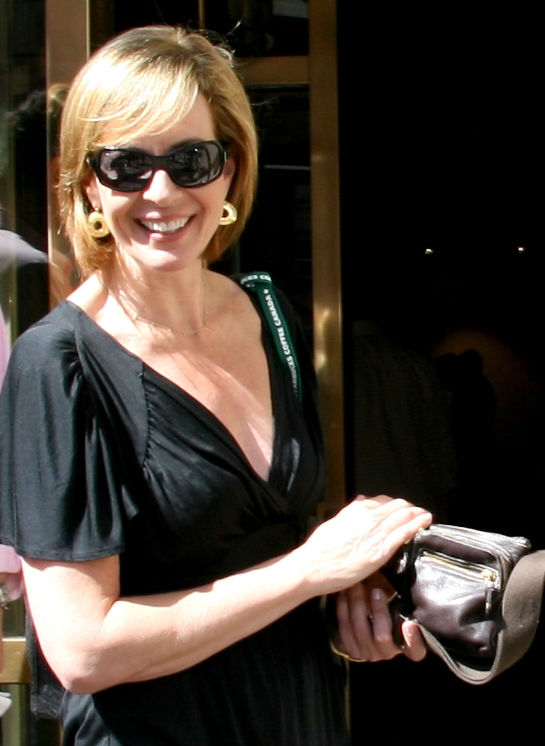
Эллисон Дженни на кинофестивале в Торонто в 2007 году

Дженни начала свою карьеру на телевидении в 1991 году, с роли в недолго просуществовавшем ситкоме Morton & Hayes. Затем она переместилась в дневную мыльную оперу «Как вращается мир», где на протяжении двух лет играла одну из горничных. В тот же период Дженни дважды появилась в сериале «Закон и порядок», играя разные роли.
Во второй половине десятилетия она начала получать роли второго плана на большом экране, появляясь в фильмах «Части тела» (1997), «Ледяной ветер» (1997), «Основные цвета» (1998), «Объект моего восхищения» (1998), «Шесть дней, семь ночей» (1998), «Знаменитость» (1998), «Убийственные красотки» (1999) и «Красота по-американски» (1999). Её дебют на Бродвее состоялся в 1996 году в постановке пьесы «Настоящая комедия». А уже в 1998 году Дженни была номинирована на премию «Тони» за лучшую женскую роль в пьесе.

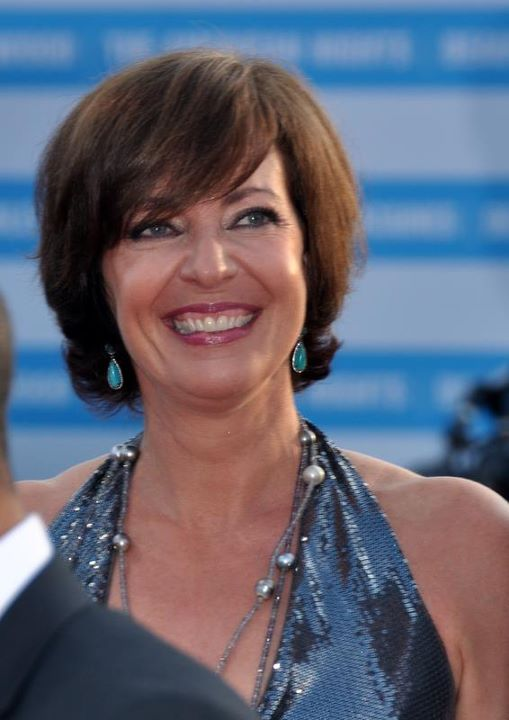
Эллисон Дженни на кинофестивале в Довиле в 2011 году

Прорывом в карьере Дженни стала роль руководителя пресс-службы Белого дома в сериале NBC «Западное крыло». Она снималась в шоу с 1999 по 2006 год, и за свою работу была удостоена четырёх премий «Эмми»; за лучшую женскую роль второго плана в драматическом сериале в 2000 и 2001, и за лучшую женскую роль в драматическом сериале в 2002 и 2004 годах.
Также она четырежды номинировалась на «Золотой глобус» и выиграла четыре премии Гильдии актёров США. В 2002 году она также номинировалась на премию Американского института киноискусства как лучшая актриса года на телевидении. Когда сериал завершился, Дженни начала брать на себя более комедийные роли. Она появилась в ситкоме «Два с половиной человека» и фильмах «Лак для волос» и «Джуно». Также Дженни снялась в нескольких независимых фильмах. В 2009 году она была номинирована на премию «Тони» за лучшую женскую роль в мюзикле за участие в комедии «С девяти до пяти».
В 2011 году Дженни снялась в провальном ситкоме ABC «Мистер Саншайн». Позже в этом году она появилась в отмеченном наградами фильме «Прислуга». С тех пор она сыграла в ряде картин, включая «Любовный переплёт», «Удар молнии», «Гуманитарные науки», «Дорога, дорога домой», «Плохие слова», «Тэмми», «Джеймс Браун: Путь наверх», «Простушка» и «Шпион».
В 2013 году Дженни начала сниматься в ситкоме CBS «Мамочка». Эта роль принесла ей очередную «Эмми» в 2014 году, в категории «Лучшая актриса второго плана в комедийном сериале». Одновременно с этим Дженни получила «Эмми» как «Лучшая приглашённая актриса в драматическом телесериале», за второстепенную роль в сериале «Мастера секса». За роль в «Мамочке», в 2015 году, Дженни также была номинирована на «Золотой глобус». А за роль в фильме «Тоня против всех» получила Оскар в номинации «Лучшая актриса второго плана».
В 2019 году Эллисон Дженни снялась в фильмах «Ма» и «Безупречный» с Хью Джекманом. Картина «Ма» стала шестым совместным проектом актрисы и режиссёра Тейта Тейлора. Также, осенью 2019 года состоялась мировая премьера анимационного фильма «Семейка Аддамс», в котором Дженни озвучила Марго Нидлер, хитрую и коварную ведущую ТВ-шоу.
В 2020 году на экраны вышел драматический фильм «Скандал» Джея Роуча, основанный на реальный событиях. Дженни сыграла в фильме Сюзан Эстрич, заработав номинацию на Премию Гильдии актёров в категории «Лучший актерский состав». В 2021 году в прокат вышла драматическая комедия Тейта Тейлора «Дать дуба в округе Юба» с Эллисон Дженни и Милой Кунис в главных ролях.

## Личная жизнь
В сентябре 2015 года сообщалось, что актриса состоит в отношениях с Филиппом Джонасом, который младше её на 20 лет.
В интервью для телесериала «Мамочка», Дженни часто упоминала о своём брате, который боролся с наркоманией и покончил с собой.

## Избранная фильмография

### Кино
| Год  |     | Русское название                      | Оригинальное название                       | Роль                      |
| ---- | --- | ------------------------------------- | ------------------------------------------- | ------------------------- |
| 1989 | ф   | Кто стрелял в Пэта?                   | Who Shot Patakango?                         | мисс Пени                 |
| 1994 | ф   | Мёртвый весельчак                     | Dead Funny                                  | Дженнифер                 |
| 1994 | ф   | У ковбоев так принято                 | The Cowboy Way                              | оператор                  |
| 1994 | ф   | Волк                                  | Wolf                                        | гостья на вечеринке       |
| 1994 | ф   | Чудо на 34-й улице                    | Miracle on 34th Street                      | рождественский покупатель |
| 1995 | ф   | Направляясь домой                     | Heading Home                                |                           |
| 1996 | кор | Поток                                 | Flux                                        | Хизар                     |
| 1996 | ф   | Спасая Дозире                         | Rescuing Desire                             | Бетси                     |
| 1996 | ф   | Гуляют, болтают                       | Walking and Talking                         |                           |
| 1996 | ф   | Большая ночь                          | Big Night                                   | Энн                       |
| 1996 | ф   | Верность                              | Faithful                                    | продавщица                |
| 1996 | ф   | Компаньон                             | The Associate                               | Сэнди                     |
| 1997 | кор |                                       | Anita Liberty                               | гинеколог                 |
| 1997 | ф   | Части тела                            | Private Parts                               | Диди                      |
| 1997 | ф   | Ледяной ветер                         | The Ice Storm                               | Дот Хэлфорд               |
| 1997 | ф   | Джулиан По                            | Julian Po                                   | Лайла Лич                 |
| 1998 | ф   | Основные цвета                        | Primary Colors                              | мисс Уолш                 |
| 1998 | ф   | Объект моего восхищения               | The Object of My Affection                  | Констанс Миллер           |
| 1998 | ф   | Самозванцы                            | The Impostors                               | Максин                    |
| 1998 | ф   | Шесть дней, семь ночей                | Six Days, Seven Nights                      | Марджори                  |
| 1998 | ф   | Знаменитость                          | Celebrity                                   | Эвелин Айзекс             |
| 1999 | ф   | 10 причин моей ненависти              | 10 Things I Hate About You                  | мисс Перк                 |
| 1999 | ф   | Убийственные красотки                 | Drop Dead Gorgeous                          | Лоретта                   |
| 1999 | ф   | Красота по-американски                | American Beauty                             | Барбара Фиттс             |
| 1999 | ф   | Должники                              | The Debtors                                 |                           |
| 2000 | кор |                                       | Leaving Drew                                | Паула                     |
| 2000 | кор |                                       | Auto Motives                                | Гретхен                   |
| 2000 | ф   | Сестричка Бетти                       | Nurse Betty                                 | Лайла Брэнч               |
| 2000 | кор |                                       | Rooftop Kisses                              | Мелисса                   |
| 2002 | ф   | Часы                                  | The Hours                                   | Салли Лестер              |
| 2003 | мф  | В поисках Немо                        | Finding Nemo                                | Персик                    |
| 2003 | ф   | Как быть                              | How to Deal                                 | Лидия Уильямс Мартин      |
| 2003 | кор |                                       | Chicken Party                               | Барбара Штрассер          |
| 2004 | ф   | Джим с Пиккадилли                     | Piccadilly Jim                              | Евгения Крокер            |
| 2004 | ф   | Зимнее солнцестояние                  | Winter Solstice                             | Молли Рипкен              |
| 2005 | ф   | Freeвольная жизнь                     | Strangers with Candy                        | Алиса                     |
| 2005 | ф   | Чамскраббер                           | The Chumsrubber                             | миссис Стиффл             |
| 2005 | ф   | Наше всё                              | Our Very Own                                | Джоан Уитфилд             |
| 2006 | мф  | Лесная братва                         | Over the Hedge                              | Глэдис Шарп               |
| 2007 | ф   | Лак для волос                         | Hairspray                                   | Пруди Пинглтон            |
| 2007 | ф   | Джуно                                 | Juno                                        | Брен Макгафф              |
| 2008 | ф   | Прекрасные уродцы                     | Pretty Ugly People                          | Сюзанна                   |
| 2008 | кор |                                       | Prop 8: The Musical                         |                           |
| 2009 | ф   | В пути                                | Away We Go                                  | Лили                      |
| 2009 | ф   | Жизнь в военные времена               | Life During Wartime                         | Трис Мейплвуд             |
| 2011 | ф   | Маргарет                              | Margaret                                    | Моника Паттерсон          |
| 2011 | ф   | Тысяча слов                           | A Thousand Words                            | Саманта Дэвис             |
| 2011 | ф   | Прислуга                              | The Help                                    | Шарлотта Фелан            |
| 2012 | ф   | Любовный переплёт                     | The Oranges                                 | Кэти                      |
| 2012 | ф   | Удар молнии                           | Struck By Lightning                         | Шерил Филлипс             |
| 2012 | ф   | Гуманитарные науки                    | Liberal Arts                                | профессор Джудит Фэрфилд  |
| 2013 | ф   | Дорога, дорога домой                  | The Way Way Back                            | Бетти Томпсон             |
| 2013 | ф   | Дни и ночи                            | Days and Nights                             | Элизабет                  |
| 2013 | ф   | Плохие слова                          | Bad Words                                   | доктор Бернис Диган       |
| 2013 | ф   | Доверься мне                          | Trust Me                                    | Мэг                       |
| 2014 | ф   | Тэмми                                 | Tammy                                       | Деб                       |
| 2014 | мф  | Приключения мистера Пибоди и Шермана  | Mr. Peabody & Sherman                       | миссис Грэнион            |
| 2014 | ф   | Исправленный вариант                  | The Rewrite                                 | Мэри Уэлдон               |
| 2014 | ф   | Джеймс Браун: Путь наверх             | Get On Up                                   | Кэти                      |
| 2015 | ф   | Простушка                             | The Duff                                    | Дотти                     |
| 2015 | ф   | Шпион                                 | Spy                                         | Элейн Крокер              |
| 2015 | мф  | Миньоны                               | Minions                                     | Мадж Нельсон              |
| 2016 | ф   | Таллула                               | Tallulah                                    | Маргарита «Марго» Муни    |
| 2016 | мф  | В поисках Дори                        | Finding Dory                                | Персик                    |
| 2016 | ф   | Дом странных детей мисс Перегрин      | Miss Peregrine’s Home for Peculiar Children | доктор Голан              |
| 2016 | ф   | Девушка в поезде                      | The Girl on the Train                       | офицер Райли              |
| 2017 | ф   | Происшествие монументального масштаба | A Happening of Monumental Proportions       | директор Николс           |
| 2017 | ф   | Солнечные псы                         | Sun Dogs                                    | Роуз Чипли                |
| 2017 | ф   | Тоня против всех                      | I, Tonya                                    | Лавона Голден             |
| 2019 | ф   | Нулевой отряд                         | Troop Zero                                  | мисс Мэсси                |
| 2019 | ф   | Ма                                    | Ma                                          | доктор Брукс              |
| 2019 | ф   | Безупречный                           | Bad Education                               | Пэм Глаклин               |
| 2019 | мф  | Семейка Аддамс                        | The Addams Family                           | Марго Нидлёр              |
| 2019 | ф   | Скандал                               | Bombshell                                   | Сьюзан Эстрич             |
| 2020 | ф   | Ленивая Сьюзен                        | Lazy Susan                                  | Вельвет Суэнсен           |
| 2021 | ф   | Дать дуба в округе Юба                | Breaking News in Yuba County                | Сью Боттомс               |
| 2022 | ф   | Ради Лесли                            | To Leslie                                   | Нэнси                     |
| 2022 | ф   | Лу                                    | Lou                                         | Лу Аделл                  |
| 2022 | ф   | Люди, которых мы ненавидим на свадьбе | The People We Hate at the Wedding           | Донна Стивенсон           |
| 2023 | ф   | Создатель                             | The Creator                                 | полковник Хауэлл          |

### Телевидение
| Год       |    | Русское название           | Оригинальное название                              | Роль                         |
| --------- | -- | -------------------------- | -------------------------------------------------- | ---------------------------- |
| 1991      | с  | Мортон и Хейз              | Morton & Hayes                                     | Кэлдикотт Беатрис Хэйес      |
| 1992      | с  | Закон и порядок            | Law & Order                                        | Нора                         |
| 1993      | тф | Слабое место               | Blind Spot                                         | Дорин                        |
| 1993—1995 | с  | Путеводный свет            | Guiding Light                                      | Джин                         |
| 1995      | с  | Вердикты Райта             | The Wright Verdicts                                | Алиса Кляйн                  |
| 1995      | с  | Полицейские под прикрытием | New York Undercover                                | Вивиан                       |
| 1996      | с  | Чужие в семье              | Aliens in the Family                               | мисс Шерман                  |
| 1996      | с  | Косби                      | Cosby                                              | медсестра                    |
| 1997      | тф | Не навреди                 | ...First Do No Harm                                | доктор Мелани Аббасак        |
| 1997      | тф | Путь в рай                 | The Untold Story of the World Trade Center Bombing | помощник окружного прокурора |
| 1998      | тф | Дэвид и Лиза               | David and Lisa                                     | Алекс                        |
| 1999—2006 | с  | Западное крыло             | The West Wing                                      | Си-Джей Крегг                |
| 2000      | тф | Девочки в большом городе   | A Girl Thing                                       | Кэти МакКормак               |
| 2001—2002 | мс | Фрейзер                    | Frasier                                            | Филлис / Сусанна             |
| 2003      | мс | Царь горы                  | Close to Home                                      | Гэби Тарси                   |
| 2007      | с  | Два с половиной человека   | Two and a Half Men                                 | Беверли                      |
| 2008—2013 | мс | Финес и Ферб               | Phineas and Ferb                                   | Шарлин Фуфелшмертц           |
| 2010      | с  | Втайне от родителей        | The Secret Life of the American Teenager           | Эллисон Пирсон               |
| 2010      | с  | Остаться в живых           | Lost                                               | Мать                         |
| 2013      | с  | Вице-президент             | Veep                                               | Джанет Райленд               |
| 2013—2015 | с  | Мастера секса              | Masters of Sex                                     | Маргарет Скалли              |
| 2013—2021 | с  | Мамаша                     | Mom                                                | Бонни Планкетт               |
| 2014      | с  | Веб-терапия                | Web Therapy                                        | Джудит Фрик                  |
| 2016      | мс | Симпсоны                   | The Simpsons                                       | Юлия                         |
| 2017—2020 | мс | Утиные истории             | DuckTales                                          | Голди О’Гилт                 |
| 2019      | с  | Метод Комински             | The Kominsky Method                                | камео                        |
| 2020      | тф | Безупречный                | Bad Education                                      | Пэм Глаклин                  |
| 2024      | с  | Палм-Рояль                 | Palm Royale                                        | Эвелин                       |

## Награды и номинации
Полный список наград и номинаций на сайте IMDb.
| Год  | Награда                                      | Категория                                                                    | Работа                    | Результат |
| ---- | -------------------------------------------- | ---------------------------------------------------------------------------- | ------------------------- | --------- |
| 1997 | Драма Деск                                   | Лучшая женская роль в пьесе                                                  | Настоящий смех            | Номинация |
| 1998 | Драма Деск                                   | Лучшая женская роль в пьесе                                                  | Вид с моста               | Победа    |
| 1998 | Тони                                         | Лучшая женская роль в пьесе                                                  | Вид с моста               | Номинация |
| 2000 | Общество онлайн-кинокритиков                 | Лучший актёрский состав                                                      | Красота по-американски    | Победа    |
| 2000 | Эмми                                         | Лучшая женская роль второго плана в драматическом телесериале                | Западное крыло            | Победа    |
| 2000 | Премия Гильдии киноактёров США               | Лучший актёрский состав в игровом кино                                       | Красота по-американски    | Победа    |
| 2000 | Ассоциация телевизионных критиков            | Личные достижения в драме                                                    | Западное крыло            | Номинация |
| 2000 | Viewers for Quality Television               | Лучшая актриса второго плана в драматическом сериале                         | Западное крыло            | Номинация |
| 2001 | Золотой глобус                               | Лучшая женская роль второго плана в телевизионном сериале — драма            | Западное крыло            | Номинация |
| 2001 | Эмми                                         | Лучшая женская роль второго плана в драматическом телесериале                | Западное крыло            | Победа    |
| 2001 | Спутник                                      | Лучшая актриса в телевизионном сериале — драма                               | Западное крыло            | Победа    |
| 2001 | Премия Гильдии киноактёров США               | Лучшая женская роль в драматическом сериале                                  | Западное крыло            | Победа    |
| 2001 | Премия Гильдии киноактёров США               | Лучший актёрский состав в драматическом сериале                              | Западное крыло            | Победа    |
| 2002 | American Film Institute                      | Лучшая телеактриса                                                           | Западное крыло            | Номинация |
| 2002 | Золотой глобус                               | Лучшая женская роль в телевизионном сериале — драма                          | Западное крыло            | Номинация |
| 2002 | Эмми                                         | Лучшая женская роль в драматическом телесериале                              | Западное крыло            | Победа    |
| 2002 | Премия Гильдии киноактёров США               | Лучшая женская роль в драматическом сериале                                  | Западное крыло            | Победа    |
| 2002 | Премия Гильдии киноактёров США               | Лучший актёрский состав в драматическом сериале                              | Западное крыло            | Победа    |
| 2003 | Broadcast Film Critics Association Awards    | Лучший актёрский состав                                                      | Часы                      | Номинация |
| 2003 | Золотой глобус                               | Лучшая женская роль в телевизионном сериале — драма                          | Западное крыло            | Номинация |
| 2003 | Monte-Carlo Television Festival              | Лучшая актриса в драматическом сериале                                       | Западное крыло            | Победа    |
| 2003 | Общество кинокритиков Феникса                | Лучший актёрский состав                                                      | Часы                      | Номинация |
| 2003 | Эмми                                         | Лучшая женская роль в драматическом телесериале                              | Западное крыло            | Номинация |
| 2003 | Спутник                                      | Лучшая актриса в телевизионном сериале — драма                               | Западное крыло            | Номинация |
| 2003 | Премия Гильдии киноактёров США               | Лучший актёрский состав в игровом кино                                       | Часы                      | Номинация |
| 2003 | Премия Гильдии киноактёров США               | Лучшая женская роль в драматическом сериале                                  | Западное крыло            | Номинация |
| 2003 | Премия Гильдии киноактёров США               | Лучший актёрский состав в драматическом сериале                              | Западное крыло            | Номинация |
| 2003 | Золотой глобус                               | Лучшая женская роль в телевизионном сериале — драма                          | Западное крыло            | Номинация |
| 2004 | Эмми                                         | Лучшая женская роль в драматическом телесериале                              | Западное крыло            | Победа    |
| 2004 | Премия Гильдии киноактёров США               | Лучшая женская роль в драматическом сериале                                  | Западное крыло            | Номинация |
| 2004 | Премия Гильдии киноактёров США               | Лучший актёрский состав в драматическом сериале                              | Западное крыло            | Номинация |
| 2005 | Премия Гильдии киноактёров США               | Лучшая женская роль в драматическом сериале                                  | Западное крыло            | Номинация |
| 2005 | Премия Гильдии киноактёров США               | Лучший актёрский состав в драматическом сериале                              | Западное крыло            | Номинация |
| 2006 | Независимый дух                              | Лучшая женская роль второго плана                                            | Наше всё                  | Номинация |
| 2006 | Эмми                                         | Лучшая женская роль в драматическом телесериале                              | Западное крыло            | Номинация |
| 2006 | Премия Гильдии киноактёров США               | Лучший актёрский состав в драматическом сериале                              | Западное крыло            | Номинация |
| 2007 | Austin Film Critics Association              | Лучшая актриса                                                               | Джуно                     | Номинация |
| 2007 | Голливудский кинофестиваль                   | Лучший актёрский состав                                                      | Лак для волос             | Победа    |
| 2007 | Prism Awards                                 | Лучшая актриса                                                               | Наше всё                  | Победа    |
| 2008 | Broadcast Film Critics Association Awards    | Лучший актёрский состав                                                      | Лак для волос             | Победа    |
| 2008 | Broadcast Film Critics Association Awards    | Лучший актёрский состав                                                      | Джуно                     | Номинация |
| 2008 | Премия Гильдии киноактёров США               | Лучший актёрский состав в игровом кино                                       | Лак для волос             | Номинация |
| 2009 | Драма Деск                                   | Лучшая женская роль в мюзикле                                                | С девяти до пяти          | Победа    |
| 2009 | Тони                                         | Лучшая женская роль в мюзикле                                                | С девяти до пяти          | Номинация |
| 2009 | Ovation Awards                               | Лучшая женская роль в мюзикле                                                | С девяти до пяти          | Номинация |
| 2010 | Готэм                                        | Лучший актёрский состав                                                      | Жизнь в военные времена   | Номинация |
| 2011 | Голливудский кинофестиваль                   | Лучший актёрский состав                                                      | Прислуга                  | Победа    |
| 2011 | Независимый дух                              | Лучшая женская роль второго плана                                            | Жизнь в военные времена   | Номинация |
| 2011 | Национальный совет кинокритиков США          | Лучший актёрский состав                                                      | Прислуга                  | Победа    |
| 2011 | Спутник                                      | Лучший актёрский состав — Кинофильм                                          | Прислуга                  | Победа    |
| 2011 | Southeastern Film Critics Association Awards | Лучший актёрский состав                                                      | Прислуга                  | Победа    |
| 2012 | Broadcast Film Critics Association Awards    | Лучший актёрский состав                                                      | Прислуга                  | Победа    |
| 2012 | Премия Гильдии киноактёров США               | Лучший актёрский состав в игровом кино                                       | Прислуга                  | Победа    |
| 2013 | Общество кинокритиков Феникса                | Лучший актёрский состав                                                      | Дорога, дорога домой      | Номинация |
| 2014 | Выбор телевизионных критиков                 | Лучшая приглашённая актриса в драматическом сериале                          | Мастера секса             | Победа    |
| 2014 | Выбор телевизионных критиков                 | Лучшая актриса второго плана в комедийном сериале                            | Мамочка                   | Победа    |
| 2014 | People’s Choice Awards                       | Любимая телеактриса                                                          | Мамочка                   | Номинация |
| 2014 | Prism Awards                                 | Лучшая актриса в комедийном сериале                                          | Мамочка                   | Победа    |
| 2014 | Эмми                                         | Лучшая приглашённая актриса в драматическом телесерале                       | Мастера секса             | Победа    |
| 2014 | Эмми                                         | Лучшая женская роль второго плана в драматическом телесериале                | Мамочка                   | Победа    |
| 2015 | Золотой глобус                               | Лучшая женская роль второго плана в телесериале, мини-сериале или телефильме | Мамочка                   | Номинация |
| 2015 | Выбор телевизионных критиков                 | Лучшая актриса второго плана в комедийном сериале                            | Мамочка                   | Победа    |
| 2015 | Эмми                                         | Лучшая женская роль второго плана в комедийном телесериале                   | Мамочка                   | Победа    |
| 2015 | Эмми                                         | Лучшая приглашённая актриса в драматическом телесериале                      | Мастера секса             | Номинация |
| 2016 | Выбор телевизионных критиков                 | Лучшая актриса второго плана в комедийном сериале                            | Мамочка                   | Номинация |
| 2016 | Эмми                                         | Лучшая женская роль второго плана в комедийном телесериале                   | Мамочка                   | Номинация |
| 2016 | Эмми                                         | Лучшая приглашённая актриса в драматическом телесериале                      | Мастера секса             | Номинация |
| 2017 | Drama League Award                           | Лучшая актриса в пьесе                                                       | Шесть степеней отчуждения | Номинация |
| 2017 | Outer Critics Circle Award                   | Лучшая актриса в пьесе                                                       | Шесть степеней отчуждения | Номинация |
| 2017 | Эмми                                         | Лучшая женская роль в комедийном телесериале                                 | Мамочка                   | Номинация |
| 2018 | Оскар                                        | Лучшая женская роль второго плана                                            | Тоня против всех          | Победа    |
| 2018 | BAFTA                                        | Лучшая женская роль второго плана                                            | Тоня против всех          | Победа    |
| 2018 | Золотой глобус                               | Лучшая женская роль второго плана — Кинофильм                                | Тоня против всех          | Победа    |
| 2018 | Премия Гильдии киноактёров США               | Лучшая женская роль второго плана                                            | Тоня против всех          | Победа    |
| 2020 | Премия Гильдии киноактёров США               | Лучший актёрский состав                                                      | Скандал                   | Номинация |